# IC 2988
IC 2988 је појединачна звијезда у сазвјежђу Дјевица која се налази на листи објеката дубоког неба у Индекс каталогу.
Деклинација објекта је + 3° 25' 46" а ректасцензија 12h 3m 42,2s.